# 2016-os madridi műugró-Grand Prix-verseny
A Nemzetközi Úszószövetség (FINA) 2016-ban a 22. alkalommal rendezte meg január 15. és január 17. között a műugró-Grand Prix-versenysorozatot, melynek első állomása a spanyol főváros, Madrid volt.

## Eredmények

### Éremtáblázat
| #        | nemzet      | arany | ezüst | bronz | összesen |
| 1        | Kína        | 7     | 3     | 1     | 11       |
| 2        | Ausztria    | 1     | 1     | 0     | 2        |
| 3        | Norvégia    | 0     | 1     | 1     | 2        |
| 3        | Ukrajna     | 0     | 1     | 1     | 2        |
| 5        | Dánia       | 0     | 1     | 0     | 1        |
| 5        | Oroszország | 0     | 1     | 0     | 1        |
| 7        | Finnország  | 0     | 0     | 2     | 2        |
| 8        | Hollandia   | 0     | 0     | 1     | 1        |
| 8        | Svédország  | 0     | 0     | 1     | 1        |
| 8        | Venezuela   | 0     | 0     | 1     | 1        |
| összesen | összesen    | 8     | 8     | 8     | 24       |

### Éremszerzők
| versenyszám   | arany                                                       | ezüst                                            | bronz                          |
| férfiak       |                                                             |                                                  |                                |
| 3 m           | Constantin Blaha                                            | Huang Po-ven (Huang Bowen)                       | Oleg Kologyij                  |
| 3 m szinkron  | Csao Tung (Zhao Dong) / Li Csia-vej (Li Jiawei)             | Constantin Blaha / Fabian Brandl                 | Otto Lehtonen / Jouni Kallunki |
| 10 m          | Jang Hao (Yang Hao)                                         | Huang Po-ven (Huang Bowen)                       | Jesper Tolvers                 |
| 10 m szinkron | Lien Csün-csie (Lian Jun Jie) / Jang Hao (Yang Hao)         | Martin Bang Christensen / Andreas Sargent Larsen | Oscar Ariza / Robert Páez      |
| nők           |                                                             |                                                  |                                |
| 3 m           | Hszü Cse-huan (Xu Zhihuan)                                  | Vang Han (Wang Han)                              | Uschi Freitag                  |
| 3 m szinkron  | Vang Han (Wang Han) / Hszü Cse-huan (Xu Zhihuan)            | Anne Vilde Tuxen / Helle Tuxen                   | Iira Laatunen / Taina Karvonen |
| 10 m          | Hszia Ping-csing (Xia Bingqing)                             | Anna Csujnysena                                  | Li Csin-ming (Li Jinming)      |
| 10 m szinkron | Hszia Jü-csie (Xia Yujie) / Hszia Ping-csing (Xia Bingqing) | Hanna Krasznoslik / Vlada Tacsenko               | Anne Vilde Tuxen / Helle Tuxen |

## A versenyen részt vevő nemzetek
A Grand Prix-n 14 nemzet 53 sportolója – 25 férfi és 28 nő – vett részt, az alábbi megbontásban:
| Részt vevő nemzetek férfi / nő megbontásban | Részt vevő nemzetek férfi / nő megbontásban | Részt vevő nemzetek férfi / nő megbontásban | Részt vevő nemzetek férfi / nő megbontásban | Részt vevő nemzetek férfi / nő megbontásban | Részt vevő nemzetek férfi / nő megbontásban | Részt vevő nemzetek férfi / nő megbontásban | Részt vevő nemzetek férfi / nő megbontásban | Részt vevő nemzetek férfi / nő megbontásban |
| ------------------------------------------- | ------------------------------------------- | ------------------------------------------- | ------------------------------------------- | ------------------------------------------- | ------------------------------------------- | ------------------------------------------- | ------------------------------------------- | ------------------------------------------- |
| nemzet                                      | F                                           | N                                           | nemzet                                      | F                                           | N                                           | nemzet                                      | F                                           | N                                           |
| Ausztria                                    | 2                                           | 0                                           | Kanada                                      | 2                                           | 2                                           | Svájc                                       | 2                                           | 0                                           |
| Dánia                                       | 2                                           | 0                                           | Kína                                        | 5                                           | 5                                           | Svédország                                  | 1                                           | 3                                           |
| Finnország                                  | 3                                           | 2                                           | Norvégia                                    | 0                                           | 2                                           | Ukrajna                                     | 1                                           | 5                                           |
| Görögország                                 | 1                                           | 0                                           | Oroszország                                 | 0                                           | 1                                           | Venezuela                                   | 4                                           | 3                                           |
| Hollandia                                   | 0                                           | 3                                           | Spanyolország                               | 2                                           | 2                                           |                                             |                                             |                                             |

F = férfi, N = nő

## Versenyszámok

### Férfiak

#### 3 méteres műugrás
| #  | Ország        | Név                        | Selejtező | Selejtező | Középdöntő | Középdöntő | Középdöntő | Középdöntő | Döntő   | Döntő  |
| #  | Ország        | Név                        | Selejtező | Selejtező | A          | A          | B          | B          | Döntő   | Döntő  |
| #  | Ország        | Név                        | Rangsor   | Pontok    | Rangsor    | Pontok     | Rangsor    | Pontok     | Rangsor | Pontok |
| -- | ------------- | -------------------------- | --------- | --------- | ---------- | ---------- | ---------- | ---------- | ------- | ------ |
|    | Ausztria      | Constantin Blaha           | 8         | 345,50    | 2          | 377,95     |            |            | 1       | 438,65 |
|    | Kína          | Huang Po-ven (Huang Bowen) | 1         | 422,65    |            |            | 1          | 470,15     | 2       | 424,60 |
|    | Ukrajna       | Oleg Kologyij              | 2         | 400,50    | 1          | 389,00     |            |            | 3       | 424,30 |
| 4  | Venezuela     | Jesús Liranzo              | 9         | 332,90    |            |            | 3          | 370,90     | 4       | 386,50 |
| 5  | Kína          | Li Csia-vej (Li Jiawei)    | 7         | 349,05    |            |            | 2          | 376,55     | 5       | 386,05 |
| 6  | Ausztria      | Fabian Brandl              | 12        | 304,30    | 3          | 371,15     |            |            | 6       | 319,85 |
|    |               |                            |           |           |            |            |            |            |         |        |
| 7  | Spanyolország | Nicolás García Boissier    | 5         | 369,50    |            |            | 4          | 362,50     |         |        |
| 8  | Görögország   | Sztefanosz Paparunasz      | 6         | 352,35    | 4          | 359,95     |            |            |         |        |
| 9  | Venezuela     | Robert Páez                | 10        | 327,65    | 5          | 355,70     |            |            |         |        |
| 10 | Kanada        | Peter Mai                  | 11        | 309,50    |            |            | 5          | 355,35     |         |        |
| 11 | Finnország    | Jouni Kallunki             | 3         | 384,65    |            |            | 6          | 346,40     |         |        |
| 12 | Spanyolország | Alberto Arevalo Alcon      | 4         | 372,90    | 6          | 51,60      |            |            |         |        |
|    |               |                            |           |           |            |            |            |            |         |        |
| 13 | Svájc         | Simon Rieckhoff            | 13        | 302,30    |            |            |            |            |         |        |
| 14 | Finnország    | Otto Lehtonen              | 14        | 290,65    |            |            |            |            |         |        |
| 15 | Svájc         | Jonathan Suckow            | 15        | 289,30    |            |            |            |            |         |        |

#### 3 méteres szinkronugrás
| # | Ország     | Név                                             | Pontok |
| - | ---------- | ----------------------------------------------- | ------ |
|   | Kína       | Csao Tung (Zhao Dong) / Li Csia-vej (Li Jiawei) | 375,84 |
|   | Ausztria   | Constantin Blaha / Fabian Brandl                | 367,14 |
|   | Finnország | Otto Lehtonen / Jouni Kallunki                  | 323,61 |
| 4 | Venezuela  | Robert Páez / Edickson Contreras Bracho         | 321,72 |
| 5 | Svájc      | Jonathan Suckow / Simon Rieckhoff               | 318,33 |

#### 10 méteres toronyugrás
| # | Ország     | Név                        | Selejtező | Selejtező | Középdöntő | Középdöntő | Középdöntő | Középdöntő | Döntő   | Döntő  |
| # | Ország     | Név                        | Selejtező | Selejtező | A          | A          | B          | B          | Döntő   | Döntő  |
| # | Ország     | Név                        | Rangsor   | Pontok    | Rangsor    | Pontok     | Rangsor    | Pontok     | Rangsor | Pontok |
| - | ---------- | -------------------------- | --------- | --------- | ---------- | ---------- | ---------- | ---------- | ------- | ------ |
|   | Kína       | Jang Hao (Yang Hao)        | 1         | 469,85    |            |            | 1          | 494,60     | 1       | 499,50 |
|   | Kína       | Huang Po-ven (Huang Bowen) | 2         | 392,20    | 1          | 459,10     |            |            | 2       | 443,70 |
|   | Svédország | Jesper Tolvers             | 4         | 342,30    | 2          | 363,40     |            |            | 3       | 360,75 |
| 4 | Venezuela  | Jesús Liranzo              | 7         | 277,85    |            |            | 2          | 376,35     | 4       | 359,80 |
| 5 | Finnország | Heikki Mäkikallo           | 5         | 320,60    |            |            | 3          | 319,70     | 5       | 340,25 |
| 6 | Venezuela  | Oscar Ariza                | 6         | 313,75    | 3          | 353,90     |            |            | 6       | 334,20 |
|   |            |                            |           |           |            |            |            |            |         |        |
| 7 | Kanada     | Ethan Pitman               | 3         | 367,70    |            |            | 4          | 289,05     |         |        |

#### 10 méteres szinkronugrás
| # | Ország    | Név                                                 | Pontok |
| - | --------- | --------------------------------------------------- | ------ |
|   | Kína      | Lien Csün-csie (Lian Jun Jie) / Jang Hao (Yang Hao) | 433,44 |
|   | Dánia     | Martin Bang Christensen / Andreas Sargent Larsen    | 354,60 |
|   | Venezuela | Oscar Ariza / Robert Páez                           | 354,45 |

### Nők

#### 3 méteres műugrás
| #  | Ország        | Név                        | Selejtező | Selejtező | Középdöntő | Középdöntő | Középdöntő | Középdöntő | Döntő   | Döntő  |
| #  | Ország        | Név                        | Selejtező | Selejtező | A          | A          | B          | B          | Döntő   | Döntő  |
| #  | Ország        | Név                        | Rangsor   | Pontok    | Rangsor    | Pontok     | Rangsor    | Pontok     | Rangsor | Pontok |
| -- | ------------- | -------------------------- | --------- | --------- | ---------- | ---------- | ---------- | ---------- | ------- | ------ |
|    | Kína          | Hszü Cse-huan (Xu Zhihuan) | 1         | 319,95    |            |            | 1          | 332,00     | 1       | 338,25 |
|    | Kína          | Vang Han (Wang Han)        | 2         | 310,70    | 1          | 336,60     |            |            | 2       | 336,60 |
|    | Hollandia     | Uschi Freitag              | 3         | 297,50    |            |            | 2          | 302,00     | 3       | 320,00 |
| 4  | Hollandia     | Inge Jansen                | 4         | 287,10    | 2          | 303,50     |            |            | 4       | 301,80 |
| 5  | Kanada        | Caeli McKay                | 5         | 270,90    | 3          | 269,80     |            |            | 5       | 278,10 |
| 6  | Ukrajna       | Olena Fedorova             | 5         | 270,90    |            |            | 3          | 298,50     | 6       | 266,40 |
|    |               |                            |           |           |            |            |            |            |         |        |
| 7  | Spanyolország | Rocio Velazquez Roldan     | 7         | 261,40    |            |            | 4          | 276,40     |         |        |
| 8  | Kanada        | Olivia Chamandy            | 9         | 249,70    |            |            | 5          | 267,70     |         |        |
| 9  | Finnország    | Taina Karvonen             | 10        | 246,70    | 4          | 260,45     |            |            |         |        |
| 10 | Ukrajna       | Hanna Piszmenszka          | 8         | 254,95    | 5          | 229,50     |            |            |         |        |
| 11 | Svédország    | Emma Gullstrand            | 12        | 240,20    | 6          | 226,65     |            |            |         |        |
| 12 | Spanyolország | Claudia Gilabert Dolz      | 11        | 241,05    |            |            | 6          | 176,50     |         |        |
|    |               |                            |           |           |            |            |            |            |         |        |
| 13 | Finnország    | Iira Laatunen              | 13        | 228,75    |            |            |            |            |         |        |
| 14 | Svédország    | Daniella Nero              | 14        | 218,20    |            |            |            |            |         |        |
| 15 | Venezuela     | Elizabeth Pérez            | 15        | 212,30    |            |            |            |            |         |        |
| 16 | Venezuela     | Maria Betancourt           | 16        | 134,25    |            |            |            |            |         |        |

#### 3 méteres szinkronugrás
| # | Ország     | Név                                              | Pontok |
| - | ---------- | ------------------------------------------------ | ------ |
|   | Kína       | Vang Han (Wang Han) / Hszü Cse-huan (Xu Zhihuan) | 306,00 |
|   | Norvégia   | Anne Vilde Tuxen / Helle Tuxen                   | 244,35 |
|   | Finnország | Iira Laatunen / Taina Karvonen                   | 230,46 |
| 4 | Hollandia  | Inge Jansen / Uschi Freitag                      | 213,60 |

#### 10 méteres toronyugrás
| #  | Ország      | Név                             | Selejtező | Selejtező | Középdöntő | Középdöntő | Középdöntő | Középdöntő | Döntő   | Döntő  |
| #  | Ország      | Név                             | Selejtező | Selejtező | A          | A          | B          | B          | Döntő   | Döntő  |
| #  | Ország      | Név                             | Rangsor   | Pontok    | Rangsor    | Pontok     | Rangsor    | Pontok     | Rangsor | Pontok |
| -- | ----------- | ------------------------------- | --------- | --------- | ---------- | ---------- | ---------- | ---------- | ------- | ------ |
|    | Kína        | Hszia Ping-csing (Xia Bingqing) | 1         | 338,05    |            |            | 1          | 348,85     | 1       | 343,05 |
|    | Oroszország | Anna Csujnysena                 | 6         | 271,30    | 3          | 260,65     |            |            | 2       | 303,55 |
|    | Kína        | Li Csin-ming (Li Jinming)       | 2         | 294,05    | 1          | 347,40     |            |            | 3       | 297,45 |
| 4  | Ukrajna     | Julija Prokopcsuk               | 3         | 293,45    |            |            | 3          | 285,15     | 4       | 280,25 |
| 5  | Ukrajna     | Hanna Krasznoslik               | 7         | 265,70    |            |            | 2          | 303,25     | 5       | 266,55 |
| 6  | Kanada      | Caeli McKay                     | 4         | 282,45    | 2          | 269,10     |            |            | 6       | 197,95 |
|    |             |                                 |           |           |            |            |            |            |         |        |
| 7  | Hollandia   | Celine van Duijn                | 5         | 276,35    |            |            | 4          | 274,60     |         |        |
| 8  | Kanada      | Olivia Chamandy                 | 10        | 257,10    | 4          | 259,50     |            |            |         |        |
| 9  | Venezuela   | Maria Betancourt                | 8         | 259,45    | 5          | 250,70     |            |            |         |        |
| 10 | Svédország  | Isabelle Svantesson             | 11        | 238,55    |            |            | 5          | 228,05     |         |        |
| 11 | Norvégia    | Anne Vilde Tuxen                | 9         | 259,35    |            |            | 6          | 223,10     |         |        |
| 12 | Venezuela   | Valeria Antolino                | 12        | 183,20    | 6          | 204,15     |            |            |         |        |

#### 10 méteres szinkronugrás
| # | Ország   | Név                                                         | Pontok |
| - | -------- | ----------------------------------------------------------- | ------ |
|   | Kína     | Hszia Jü-csie (Xia Yujie) / Hszia Ping-csing (Xia Bingqing) | 334,29 |
|   | Ukrajna  | Hanna Krasznoslik / Vlada Tacsenko                          | 272,67 |
|   | Norvégia | Anne Vilde Tuxen / Helle Tuxen                              | 241,11 |